# Sohms-Laubachia
Sohms-Laubachia é um género botânico pertencente à família Brassicaceae.

## Espécies
Estão descritas as seguintes espécies:
- Solms-laubachia albiflora (T.Anderson) D.A.German & Al-Shehbaz
- Solms-laubachia angustifolia J.P.Yue, Al-Shehbaz & H.Sun
- Solms-laubachia baiogoinensis (K.C.Kuan & Z.X.An) J.P.Yue, Al-Shehbaz & H.Sun
- Solms-laubachia calcicola J.P.Yue, Al-Shehbaz & H.Sun
- Solms-laubachia eurycarpa (Maxim.) Botsch.
- Solms-laubachia flabellata (Regel) J.P.Yue, Al-Shehbaz & H.Sun
- Solms-laubachia grandiflora J.P.Yue, Al-Shehbaz & H.Sun
- Solms-laubachia haranensis (Al-Shehbaz) J.P.Yue, Al-Shehbaz & H.Sun
- Solms-laubachia himalayensis (Cambess.) J.P.Yue, Al-Shehbaz & H.Sun
- Solms-laubachia incana (Ovcz.) J.P.Yue, Al-Shehbaz & H.Sun
- Solms-laubachia jafrii (Al-Shehbaz) J.P.Yue, Al-Shehbaz & H.Sun
- Solms-laubachia kashgarica (Botsch.) D.A.German & Al-Shehbaz
- Solms-laubachia lanata Botsch.
- Solms-laubachia lanuginosa (Hook.f. & Thomson) D.A.German & Al-Shehbaz
- Solms-laubachia linearifolia (W.W.Sm.) O.E.Schulz
- Solms-laubachia linearis (N.Busch) J.P.Yue, Al-Shehbaz & H.Sun
- Solms-laubachia marinellii (Pamp.) D.A.German & Al-Shehbaz
- Solms-laubachia mieheorum (Al-Shehbaz) J.P.Yue, Al-Shehbaz & H.Sun
- Solms-laubachia minor Hand.-Mazz.
- Solms-laubachia mirabilis (Pamp.) J.P.Yue, Al-Shehbaz & H.Sun
- Solms-laubachia nepalensis (H.Hara) J.P.Yue, Al-Shehbaz & H.Sun
- Solms-laubachia parryoides (Kurz ex Hook.f. & T.Anderson) D.A.German & Al-Shehbaz
- Solms-laubachia platycarpa (Hook.f. & Thomson) Botsch.
- Solms-laubachia prolifera (Maxim.) J.P.Yue, Al-Shehbaz & H.Sun
- Solms-laubachia pulcherrima Muschl. ex Diels
- Solms-laubachia pumila (Kurz) F.Dvořák
- Solms-laubachia retropilosa Botsch.
- Solms-laubachia stewartii (T.Anderson) J.P.Yue, Al-Shehbaz & H.Sun
- Solms-laubachia sunhangiana J.P.Yue & Al-Shehbaz
- Solms-laubachia surculosa (N.Busch) D.A.German & Al-Shehbaz
- Solms-laubachia villosa (Maxim.) D.A.German & Al-Shehbaz
- Solms-laubachia xerophyta (W.W.Sm.) H.F.Comber
- Solms-laubachia zhongdianensis J.P.Yue, Al-Shehbaz & H.Sun